# بوليدبورتيفو دي أندورا
بوليدبورتيفو دي أندورا (بالإسبانية: Polideportivo de Andorra)‏ صالة رياضية مغلقة في مدينة أندورا لا فيلا في إمارة أندورا، تستخدم لرياضة كرة السلة ، وهي معقل نادي أندورا لكرة السلة الذي يلعب في بطولة الدوري الإسباني لكرة السلة،أُفتتحت الصالة سنة 1991 ، وتتسع الصالة إلى 5,000 متفرج.